# Дейков
Дейков — хутор в Новоузенском районе Саратовской области России. Входит в состав Радищевского сельского поселения.

## История
Дейков был основан в 1954 году.

## География
Хутор находится в юго-восточной части Саратовской области, на восточном берегу пруда Диков, на расстоянии примерно 10 километров (по прямой) к западу от города Новоузенск, административного центра района. Абсолютная высота — 49 метров над уровнем моря.

## Население
| 2002 | 2010 |
| ---- | ---- |
| 223  | ↗272 |

Гендерный состав
По данным Всероссийской переписи населения 2010 года в гендерной структуре населения мужчины составляли 47,8 %, женщины — соответственно 52,2 %.
Национальный состав
Согласно результатам переписи 2002 года, в национальной структуре населения казахи составляли 70 %.

## Инфраструктура
На хуторе функционируют начальная школа, сельский клуб и фельдшерско-акушерский пункт.

## Улицы
Уличная сеть хутора состоит из пяти улиц.